# Централноафричка Република
Централноафричка Република (скр. ЦАР; фр. République Centrafricaine) је држава у средишњем делу Африке. Граничи се са Чадом на северу, Суданом и Јужним Суданом на истоку, Републиком Конго и Демократском Републиком Конго на југу и Камеруном на западу. Главни град је Банги.
Централноафричка Република покрива површину од око 620.000 km2 (240.000 sq mi). Према подацима из 2016. године, имала је процењену популацију од око 4.6 милиона. Према подацима из 2022. године, Централноафричка Република је поприште грађанског рата који траје од 2012. године. Већи део Централноафричке Републике састоји се од суданско-гвинејских савана, али земља такође укључује сахело-суданску зону на северу и екваторијалну шумску зону на југу. Две трећине земље је у сливу реке Убанги (која се улива у Конго), док преостала трећина лежи у сливу Чарија, који се улива у језеро Чад.
Оно што је данас Централноафричка Република било је насељено миленијумима; међутим, садашње границе земље успоставила је Француска, која је владала земљом као колонијом почевши од касног 19. века. Након стицања независности од Француске 1960. године, Централноафричком Републиком је владао низ аутократских лидера, укључујући неуспели покушај монархије.
Упркос (или можда због, види проклетство ресурса) значајним налазиштима минерала и других ресурса, као што су резерве уранијума, сирове нафте, злата, дијаманата, кобалта, дрвета и хидроенергије, као и значајних количина обрадивог земљишта, Централноафричка Република је међу десет најсиромашнијих земаља на свету, са најнижим БДП по глави становника по паритету куповне моћи у свету од 2017. године. Према подацима из 2019. године, према Индексу људског развоја (HDI), земља је имала други најнижи ниво људског развоја (испред Нигера), на 188. месту од 189 земаља. Земља је имала најнижи индекс хуманог развоја прилагођен неједнакости (IHDI), рангирајући се на 150. месту од 150 земаља. Централноафричка Република је такође процењена као најнездравија земља, као и најгора земља за живот младих.

## Географија

### Положај
Централноафричка република је нација која се налази у унутрашњости афричког континента. Граничи се са Камеруном, Чадом, Суданом, Јужним Суданом, Демократском Републиком Конго и Републиком Конго.

### Геологија и рељеф
Централноафричка република је широка, благо заталасана равница са својим засебним брдима. Највиши врх је Монт Нгаоуи на висини од 1.420 м.

### Воде
Река Убанги-Ubangi, која се такође пише и Oubangui, у свом горњем току представља границу између Централноафричке Републике и Демократске Републике Конго у дужини од 560 км, као и Демократске Републике Конго и Републике Конго. Ubangi настаје уједињењем (близу места Yakome које се налази у ДР Конго, на граници са Централно афричком Републиком) река Бому (Mbomou) i Уеле (Welle), а затим тече на запад око 560 км. Од Бангија тече југозападним правцем до места Zaboutou, одакле представља границу Демократске Републике Конго и Републике Конго. Укупна дужина реке Убанги са Уелеом је око 2.250 kм. Његов средњи проток у Бангију се процењује на 4.280 кубних метара у секунди. Од маја до децембра, када је кишна сезона, проток може да нарасте и до 14.000 кубних метара у секунди, док је у периоду сушне сезоне (фебруар-април) око 1.000 кубних метара у секунди.

У свом горњем току Убанги се дели на рукавце одвојене издуженим острвима, док у даљем току стене стварају брзаке, попут оних који се могу видети у Бангију. Највећа је притока реке Конго у који се улива у селу Irebu, које припада ДР Конго.

### Клима
Клима Централноафричке Републике је углавном тропска, са влажном сезоном која траје од јуна до септембра у северним регионима земље, а од маја до октобра на југу. Током влажне сезоне, олује су скоро свакодневна појава, а рана јутарња магла је уобичајена. Максимална годишња падавина је око 1.800 милиметара (71 инча) у горњем делу регије Убанги. Северне области су вруће и влажне од фебруара до маја, али могу бити подвргнуте врућем, сувом и прашњавом ветру познатом као Харматан. Јужни региони имају екваторијалну климу, али су подвргнути дезертификацији, док су екстремни североисточни региони земље већ пустиња.

## Историја
Француска је колонизовала ову територију крајем 19. века, и дала јој административно име Убанги-Шари (Oubangui-Chari). Током Другог светског рата, колонија је дала допринос на страни савезника. Држава је постала независна 1. децембра 1958, под садашњим именом. Независност је проглашена 13. августа 1960.
Државним ударом 1966, на власт је дошао официр Жан-Бедел Бокаса, који је владао земљом до 1979. За цара Централноафричког царства (1976—1979) прогласио се 1977. Његову власт су због интереса у трговини ураном и дијамантима подржавале Француска и САД. До промене у њиховом ставу дошло је када је Бокаса почео да сарађује са режимом у Либији. Године 1979. у Бангиу је дошло до сукоба са демонстрантима у коме је погинуло око 100 људи. То је била инспирација за државни преврат и збацивање Бокасе са власти, у коме је активно учествовала Француска.
Накнадно суђење Бокаси (у одсуству), прогласило га је кривим за прогон, мучење и убиства политичких противника, и масивно расипништво у једној од најсиромашнијих афричких држава. Постојале су и гласине о Бокасином наводном канибализму.
И каснија историја Централноафричке Републике била је обележена насилним преузимањима власти. Најзад је, 2005, на демократским изборима изабран садашњи председник Франсоа Бозизе.

## Становништво
Ову нацију сачињава око 80 етничких група, свака са својим језиком. Највеће од њих су Баја 33%, Банда 27%, Манђиа 13% и Сара 10%. Верски, око 35% становништва припада домородачким верским групама, 25% су протестанти, 25% римокатолици, и 15% муслимани.
Уједињене нације процењују да је 11% становништва у узрасту од 15 до 49 година заражено вирусом ХИВ-а.

## Административна подела
Централноафричка Република је административно подељена на 16 префектура: Haut-Mbomou: административни центар Obo; Mbomou: административни центар Bangassou; Haute-Kotto: административни центар Bria; Vakaga: административни центар Birao; Bamingui-Bangoran: административни центар Ndele; Ouaka: административни центар Bambari; Basse Kotto: административни центар Mobaye; Komo: административни центар Sibut; Nana Gribizi: административни центар Kaga-Bandoro; Ouham: административни центар Bossangoa; Ombell M Poko:административни центар Bimbo Bangui; Lobaye: административни центар Mbaiki; Sangha-Mbaere: административни центар Nola; Mambere-Kadei: административни центар Berberati; Nana-Mambere: административни центар Bouar; Ouham Pende: административни центар Bozoum.

## Привреда
Године 2007, просечни приход по становнику био је 350 америчких долара годишње. Добар део трговине пољопривредним производима се врши натурално и не улази у ову суму. Пољопривреда представља 55% друштвеног производа. Главне културе су маниока, банане, кукуруз, кафа, памук и дуван.
Извоз дијаманата представља 40-55% извозних прихода.
Централноафричка Република је данас политички нестабилна земља која зависи од страног миротворног војног присуства, као и хуманитарне и економске помоћи из иностранства.